# Serhat
Ahmet Serhat Hacıpaşalıoğlu, connu sous le mononyme de Serhat, né le 24 octobre 1964 à Istanbul, est un chanteur, producteur et animateur de télévision turc.
Serhat est né et a grandi à Istanbul. Il s'est lancé dans une carrière de producteur après avoir créé, en 1994, End Productions, sa propre société de production. La même année, il a produit et animé sur la chaîne TRT un jeu télévisé intitulé Riziko! (version turque du jeu télévisé américain Jeopardy!). Sa carrière musicale débute en 1997 avec "Rüya-Ben Bir Daha", son premier single. Tout en poursuivant son métier de producteur et d'animateur, il sort "Total Disguise" (duo avec Viktor Lazlo) en 2004, "Chocolate Flavour" en 2005, puis, en duo avec Tamara Gverdtsiteli, "I Was So Lonely", "No No Never (Moscow-Istanbul)" et "Ya + Ti" (version russe de "Total Disguise") en 2008 et enfin "Je m'adore" en 2014.
Il représente l'État de Saint-Marin à deux reprises au Concours Eurovision de la chanson, interprétant les chansons « I Didn't Know » et « Say Na Na Na » respectivement en 2016 et en 2019. La version disco de « I Didn't Know » en duo avec Martha Wash se place 25e du le classement Dance Club Songs, ce qui a valu à Serhat d'être le premier chanteur turc à figurer dans ce classement.

## Naissance et éducation
Serhat est né le 24 octobre 1964 à Istanbul, en Turquie. Ses parents sont natifs de Trabzon. Son père İsmail Hakkı, a été officier de la marine turque. Serhat a fait toute sa scolarité à Istanbul, d'abord à l'école primaire d'İcadiye à Üsküdar puis à l'école allemande d'Istanbul à Beyoğlu. Il est diplômé de la Faculté Dentaire de l'Université d’Istanbul en 1988. En 1990, il effectue deux mois de service militaire obligatoire à Burdur.

## Carrière

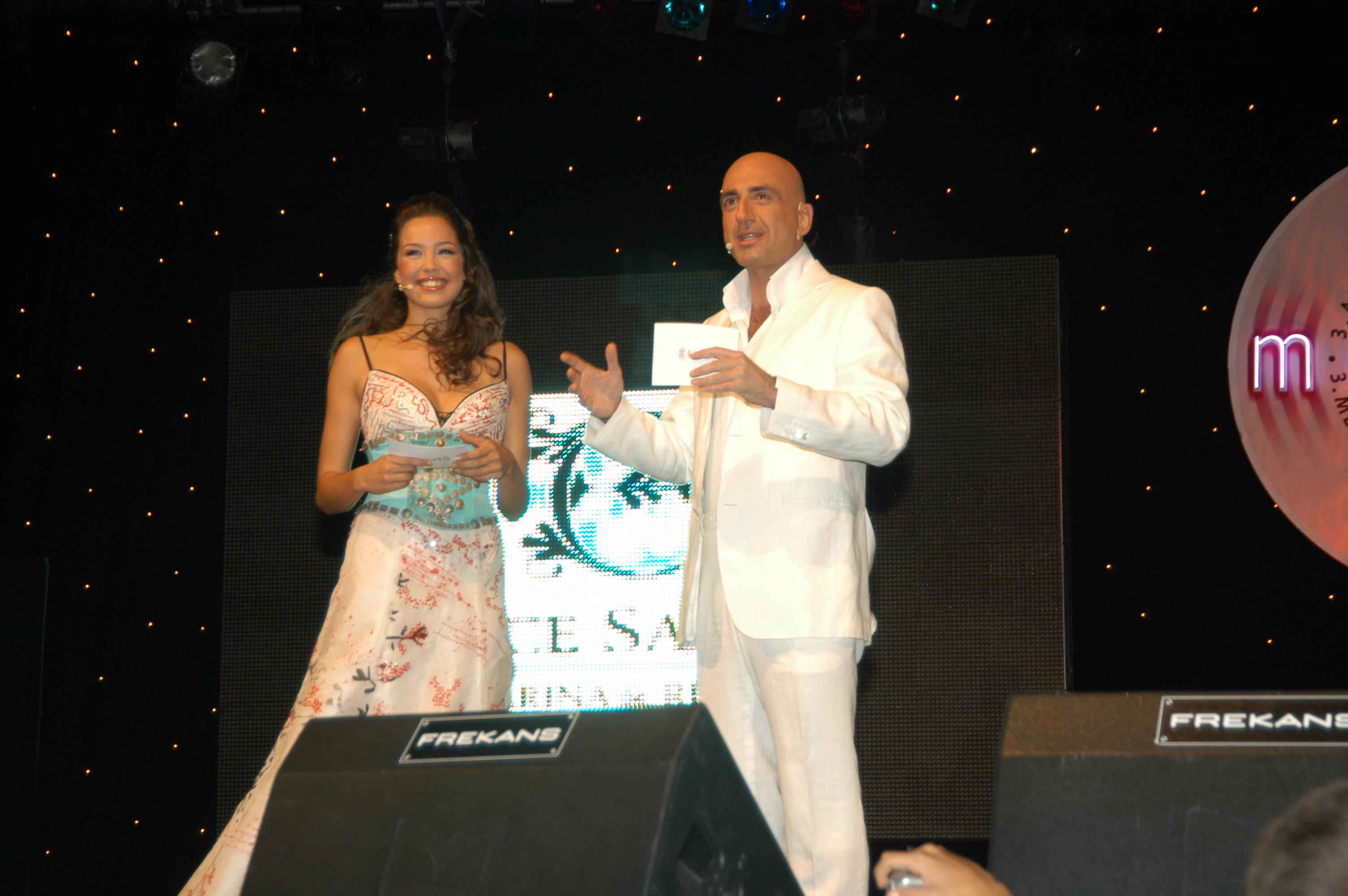
Azra Akın (gauche) et Serhat au 2004 Megahit-International Mediterranean Song Contest.

### Télévision et événementiel
En 1994, Serhat crée End Productions, sa propre société de production. Via un contrat avec TRT, sa société produit le jeu télévisé Riziko!, la version turque du jeu télévisé américain Jeopardy!, qu’il anima et dont la diffusion à la télévision débuta le 3 octobre 1994. En 1995, il obtient deux récompenses aux Papillon d'or (Altın Kelebek, en turc), l’une comme "Meilleur Présentateur Homme de l’année " et l’autre comme "Meilleur jeu télévisé de l’Année" avec Riziko!,. En 1996, il reçoit à nouveau le prix de "Meilleur jeu télévisé de l’Année". Après 430 épisodes, le jeu prit fin en 1996. Le jeu intitulé Hedef 4 (version turque de Connect Four), produit par End Productions, a débuté sur TRT 1 en 1996. En 1997, il commence la production du jeu Altına Hücum (version turque de Midas Touch) pour Kanal 6 qui s’est arrêté la même année après 72 épisodes,,. En 1998, Riziko! revient à la télévision sur Kanal 7, toujours animé par Serhat. La même année, Hedef 4 passe à l’antenne sur Kanal 7, pour se terminer l’année suivante. Riziko! est retiré des programmes en 1999 alors que, la même année, Serhat commence à animer un talkshow sur Kanal 7 intitulé Serhat'la Rizikosuz qui prit fin la même année après six épisodes,,. Après quelques mois, Riziko! revient sur Kanal 7 en 2000 avec 65 épisodes. En septembre 2005, Serhat coanima avec Katerina Moutsatsou le show télévisé Kalimerhaba, produit par End Productions. Fin 2009, Serhat crée le groupe de danse musical "Caprice the Show" avec 18 musiciens et effectue les années suivantes de nombreuses représentations,.
Avec sa société de production, Serhat organise également de grands événements tels que le High Schools Music Contest (Liselerarası Müzik Yarışması, 1998 à aujourd’hui), le Megahit-International Mediterranean Song Contest (Megahit-Uluslararası Akdeniz Şarkı Yarışması, 2002-2004), et le Dance Marathon (Dans Maratonu, compétitions de dance entre grandes écoles et entre universités, 2009 à aujourd’hui).

#### Production
| Programmes          | Chaînes       | Années               | Fonction     | Fonction   | Commentaires                      |
| Programmes          | Chaînes       | Années               | Présentateur | Producteur | Commentaires                      |
| ------------------- | ------------- | -------------------- | ------------ | ---------- | --------------------------------- |
| Riziko!             | TRT 1 Kanal 7 | 1994–96 1998–99 2000 | Oui          | Oui        |                                   |
| Hedef 4             | TRT 1 Kanal 7 | 1996–98 1998–99      | Non          | Oui        |                                   |
| Altına Hücum        | Kanal 6       | 1997                 | Non          | Oui        |                                   |
| Serhat'la Rizikosuz | Kanal 7       | 1999                 | Oui          | Oui        |                                   |
| Kalimerhaba         | Show TV       | 2005                 | Oui          | Oui        | Co-animé avec Katerina Moutsatsou |

### Carrière musicale

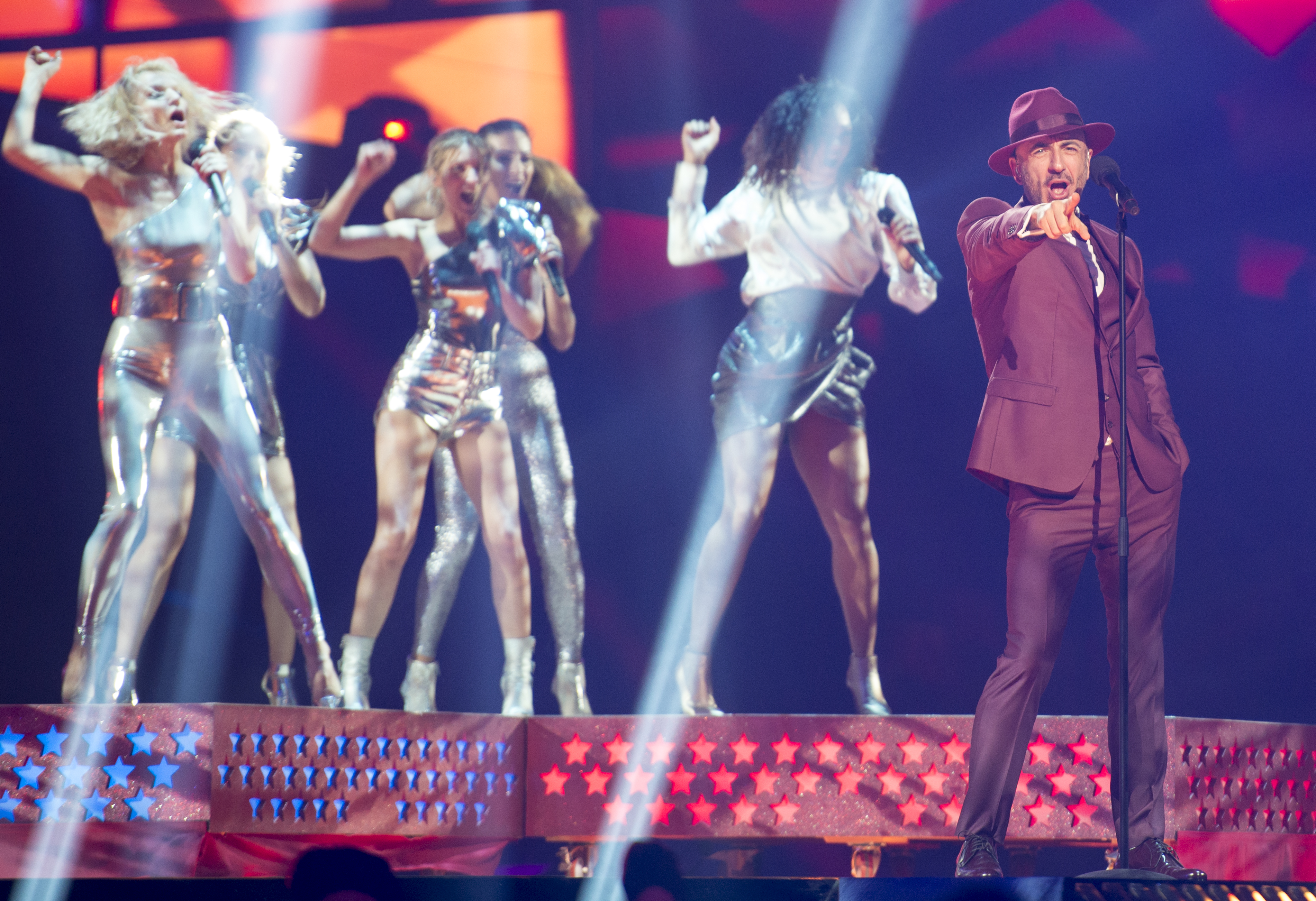
Serhat lors d'une répétition avant la première demi-finale du concours Eurovision de la chanson 2016 (6 mai 2016).

Serhat entame sa carrière de chanteur en 1997, avec un single de deux chansons intitulées "Rüya" et "Ben Bir Daha". En 2004, il sort son second single intitulé "Total Disguise" en duo avec la chanteuse belge Viktor Lazlo. Olcayto Ahmet Tuğsuz écrit les paroles et compose la musique de cette chanson, chantée en français et en anglais, le titre est  produit en Belgique au Studio Molière. Le single contient par ailleurs plusieurs versions remixées de la chanson. En 2005, toujours au Studio Molière, il enregistre "Chocolate Flavour" qui sort en single avec "Total Disguise" en Grèce. En 2008, il collabore avec la chanteuse russo-géorgienne Tamara Gverdtsiteli et sort avec elle "I Was So Lonely", "No No Never (Moscow-Istanbul)" et "Ya + Ti" (version russe de "Total Disguise"). Ces chansons figurent sur un nouveau single mais également dans l’album de Tamara Gverdtsiteli intitulé Vozdushiy Potsyelui (2008),.
En 2014, Serhat commence à travailler en France et en Allemagne. Il sort son cinquième single, une chanson en français intitulée "Je M'Adore", toujours produite et arrangée par l'équipe habituelle du Studio Molière (Guy Waku arrangements et chœurs, Eric Renwart arrangements et guitares) et dont le clip musical enregistré à Paris est réalisé par Thierry Vergnes,. "Je m'adore" a été en tête des DJ Black/Pop Charts pendant 5 semaines en Allemagne, numéro 1 des Black 30, numéro 2 des British Dance Charts, numéro 8 des French Dance Charts et numéro 9 des Swiss Dance Charts.
Le 12 janvier 2016, la télévision San Marino RTV annonce que Serhat est sélectionné pour représenter Saint-Marin au Concours Eurovision de la chanson 2016 à Stockholm en mai. Le 9 mars 2016 a été lancée la chanson que Serhat interpréterait dans le concours, "I Didn't Know",. Le 10 mai 2016, il interprète son titre au sein de la première demi-finale mais échoue dans sa tentative d'aller en finale, en terminant à la 12e place avec 68 points. 
Le 12 novembre 2017, la version disco d'« I Didn't Know » réalisée en duo avec Martha Wash est éditée par le musicien suédois Johan Berjerholm et elle est dévoilée au travers d'un clip. Lors de sa sortie, la chanson occupe la 47e place dans le classement (Dance Club Songs) puis se positionne à la 25e au bout de quatre semaines aux États-Unis,. Serhat devient ainsi le premier interprète turc à figurer avec un tel classement. Une nouvelle version en duo avec Élena Paparízou de "Total Disguise" est publiée le 22 juin 2018 par Cap-Sounds et dont le clip est sorti le 14 septembre,,,.
Le 21 janvier 2019, la télévision San Marino RTV révèle qu'à nouveau le pays serait représenté par Serhat à la 64e édition du Concours Eurovision qui se déroule à Tel Aviv. Le jour même, la chanteur annonce qu'il prépare dans son premier album, qui pourrait être publié en avril de la même année. La chanson qu'il interprète dans le concours, "Say Na Na Na", est publiée avec un clip vidéo le 7 mars. Il termine à la 19ème place du classement (sur 26) avec 77 points.

#### Discographie
Singles
- 1997: "Rüya-Ben Bir Daha"
- 2004: "Total Disguise" (duo avec Viktor Lazlo)
- 2005: "Chocolate Flavour"
- 2008: "I Was So Lonely-No No Never" (duo avec Tamara Gverdtsiteli)
- 2014: "Je M'Adore"
- 2016: "I Didn't Know"
- 2017: "I Didn't Know" (duo avec Martha Wash)
- 2008: "Total Disguise" (duo avec Élena Paparízou)
- 2019: "Say Na Na Na"

### Autres activités
Serhat est Président depuis 2010 de l’Association des Anciens du Lycée Allemand d’Istanbul (Verein der Ehemaligen Schüler der Deutschen Schule Istanbul, en allemand ; İstanbul Alman Liseliler Derneği, en turc), et membre du Conseil d’Administration depuis 2013 de l’Association de gestion de ce même lycée (Verein zum Betrieb der Deutschen Schule Istanbul, en allemand ; İstanbul Özel Alman Lisesi İdare Derneği, en turc).

## Prix et distinctions
| Année | Récompenses   | Catégorie                              | Emission | Résultat |
| ----- | ------------- | -------------------------------------- | -------- | -------- |
| 1995  | Papillon d'or | Meilleur Présentateur Homme de l’année | Riziko!  | Lauréat  |
| 1995  | Papillon d'or | Meilleur Jeu télévisé de l’année       | Riziko!  | Lauréat  |
| 1996  | Papillon d'or | Meilleur Jeu télévisé de l’année       | Riziko!  | Lauréat  |

- 1998: Grand Prix du Fair Play par le Comité national olympique turc[51]
- 2003: FIDOF (Fédération Internationale des Organisations de Festivals) Annual Golden Transitional Media Ring of Friendship[52]
- 2004: Clé d’Or de la Ville d’Alexandrie[52],[53]